# Perizoma fallax
Perizoma fallax là một loài bướm đêm trong họ Geometridae.